# What Katie Did
What Katie Did è un cortometraggio muto del 1912 scritto e diretto da Charles M. Seay.

## Produzione
Il film fu prodotto dalla Edison Manufacturing Company.

## Distribuzione
Distribuito dalla General Film Company, il film - un cortometraggio in una bobina - uscì nelle sale cinematografiche degli Stati Uniti il 24 dicembre 1912. Fu distribuito anche nel Regno Unito il 26 marzo 1913.